# Premio del National Board of Review 1929
Los 1° Premios del National Board of Review fueron anunciados en 1929.

## 10 mejores películas
- Applause (Aplauso)
- Broadway
- Bulldog Drummond (El capitán Drummond)
- The Case of Lena Smith (Mundo contra ella)
- Disraeli
- Hallelujah! (Aleluya)
- La carta / La carta trágica (The Letter)
- The Love Parade (El desfile del amor)
- Paris Bound
- The Valiant

## Mejores películas extranjeras
- Arsenal – Unión Soviética
- La passion de Jeanne d'Arc (La pasión de Juana de Arco) – Francia
- Oktyabr (Octubre) – Unión Soviética
- Piccadilly – Reino Unido
- Heimkehr – Alemania